# Eugene Gordon Lee
Eugene Gordon Lee (Fort Worth, Texas, 25 de octubre de 1933-Mineápolis, Minnesota, 16 de octubre de 2005) fue un actor infantil de nacionalidad estadounidense conocido principalmente por interpretar a Porky en los cortos de La Pandilla entre 1935 y 1939. A lo largo de su permanencia en La Pandilla, Porky originó la muletilla "O-tay!", aunque la misma es atribuida habitualmente a Buckwheat. 

## La Pandilla
Nacido en Fort Worth, Texas, Lee fue un niño adoptado. Su gran oportunidad cinematográfica llegó en 1935, al observar el productor Hal Roach el parecido que Lee, entonces con dieciocho meses de edad, guardaba con la estrella de La Pandilla Spanky McFarland, también natural de Texas. La familia Lee viajó de Texas a Culver City, California, y Eugene Lee, apodado "Porky" por el estudio, se sumó al reparto con el papel del hermano pequeño de Spanky. Porky actuó en un total de 42 comedias de La Pandilla en un período de cuatro años. Lee, McFarland, Carl "Alfalfa" Switzer, Billie "Buckwheat" Thomas, y Darla Hood constituyeron la formación de La Pandilla más conocida en la actualidad. 
Este grupo pasó del estudio de Hal Roach a Metro-Goldwyn-Mayer en 1938, al vender Roach la serie. Lee fue creciendo y en 1939, con cinco años de edad, tenía la misma estatura que McFarland, de diez años. Por ese motivo MGM le reemplazó por Mickey Gubitosi, más adelante conocido con el nombre artístico de Robert Blake.

## Años posteriores
Tras dejar la serie, Lee se retiró del cine y entró en la escuela pública. Siendo adulto se dedicó a enseñar mediante educación alternativa en la Broomfield High School de Colorado. Lee cambió su nombre por el de Gordon Lee (como homenaje a su director favorito de La Pandilla, Gordon Douglas) para evitar que se relacionara con su antigua carrera de actor.
Tras retirarse, Lee se mudó a Minnesota para estar más cerca de su hijo Douglas. A principios de los años ochenta Lee empezó a participar en las reuniones de los Little Rascals e inició un negocio relacionado con la venta de productos relacionados con "Porky".

## Fallecimiento
Lee falleció en 2005 a causa de un cáncer de pulmón y cerebro en Minneapolis, Minnesota. Tenía 71 años de edad. Sus restos fueron incinerados, y las cenizas esparcidas.